# Laccophilus taeniolatus
Laccophilus taeniolatus es una especie de escarabajo del género Laccophilus, familia Dytiscidae. Fue descrita científicamente por Régimbart en 1889.
Esta especie se encuentra en África.